# Pedro Botazzi
Pedro Botazzi (Vera, 6 de febrero de 1928 — Plottier, 26 de diciembre de 2009) fue un futbolista argentino. Se desempeñaba como arquero y su primer club fue Colón.

## Carrera

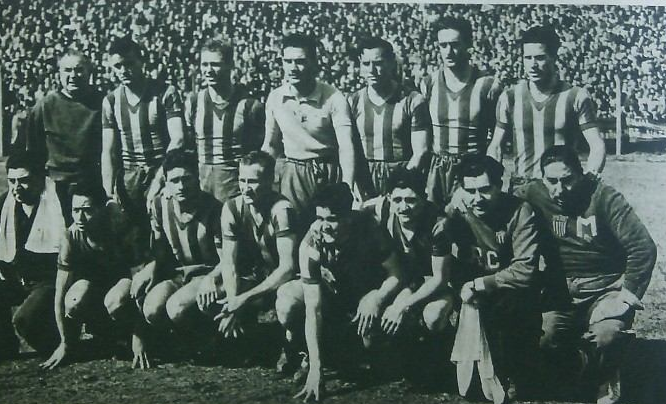
Rosario Central en 1951. Parados: Federico Vairo, Mario Virginio, Pedro Botazzi, Alfredo Fógel, Eduardo Blanco, Antonio Inveninato; hincados: Antonio Gauna, Humberto Rosa, Eduardo Di Loreto, Juan Vairo, Juan Intini.

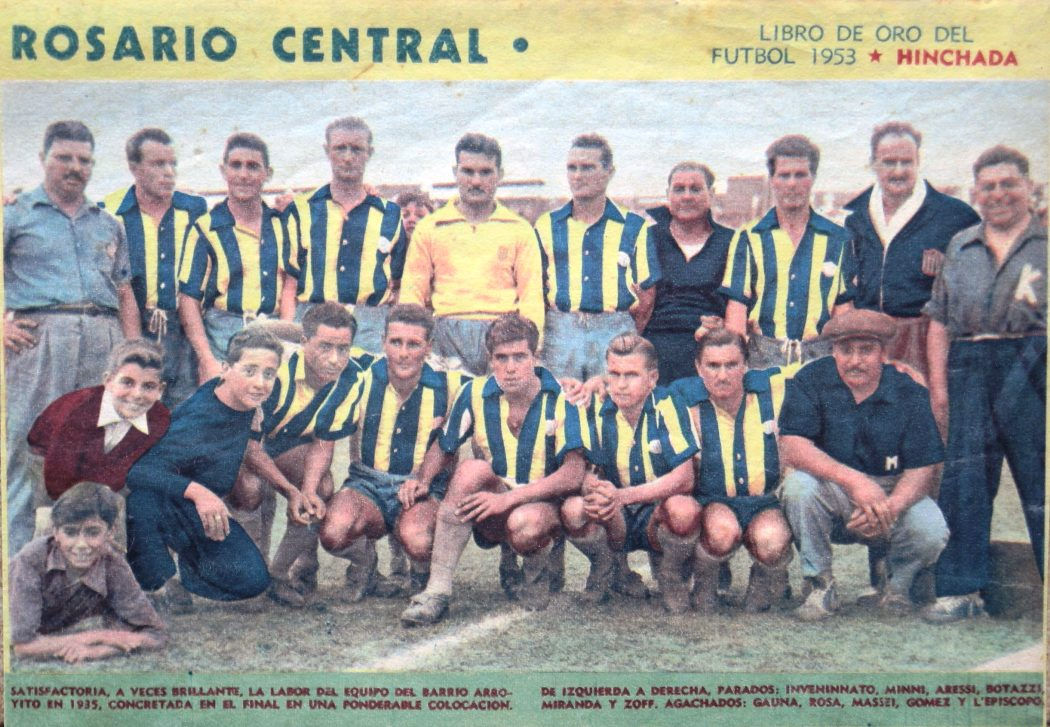
Rosario Central en 1953. Parados: Ángel Zof, José Minni, Nicolás Aresi, Pedro Botazzi, Juan Carlos Miranda, Antonio Inveninato; hincados: Antonio Gauna, Humberto Rosa, Oscar Massei, Raúl Gómez, Eduardo L'Epíscopo.

Oriundo de la santafesina localidad de Vera, llegó al arco de Colón en 1946, para jugar los torneos de ascenso de AFA. En 1948 pasó a Rosario Central, en un trueque por el que el equipo canalla se desprendió de seis futbolistas: Ángel Gaetán, Saturnino Antonio Funes, Rubén Sabotig, Oscar Pacífico Ramírez, Eduardo Valentini y Pedro Guzmán. Tuvo su debut oficial el 4 de abril de 1948, cuando el canalla, entrenado por el paraguayo Gerardo Rivas, derrotó a Newell's Old Boys 3-2 por los octavos de final de la Copa Competencia. Hasta 1950 fue suplente de Roberto Quattrocchi; en este último año Central perdió la categoría, logrando Botazzi durante 1951 la titularidad en la valla auriazul. A principios de año sufrió la fractura de un dedo de la mano, situación que ocultó para no perder chances de jugar, llegando a disputar partidos con esta afección. Rosario Central fue campeón de Segunda División esa misma temporada, logrando el retorno a Primera División con Botazzi presente en los 30 partidos de la Academia en el certamen. Se afianzó en el puesto faltando solo a cinco partidos en las tres temporadas siguientes, hasta que a principios de 1955 perdió su lugar ante Américo Tissera, quien había retornado desde el fútbol colombiano. A partir de esta situación jugó a escondidas de la dirigencia rosarina en Boca Juniors de Serodino, participante de la Liga Sanlorencina de Fútbol. Una vez descubierto su accionar, fue transferido a Huracán, club en el que permaneció un corto tiempo, ya que ante el incumplimiento de pago prefirió retornar a Rosario, donde tenía un puesto de trabajo en el ferrocarril, continuando su carrera deportiva en clubes de las ligas regionales de la provincia de Santa Fe. En Rosario Central totalizó 131 partidos oficiales defendiendo el arco del cuadro de Barrio Arroyito.
Falleció a los 81 años en Plottier, provincia de Neuquén, donde vivía con su hijo.

### Como entrenador
Fue el director técnico de Argentino de Rosario entre 1977 y 1978.

## Clubes
| Club                                     | País      | Año       |
| ---------------------------------------- | --------- | --------- |
| Colón                                    | Argentina | 1946-1947 |
| Rosario Central                          | Argentina | 1948-1955 |
| Boca Juniors (Serodino)                  | Argentina | 1955      |
| Huracán                                  | Argentina | 1956      |
| Sport Club Cañadense                     | Argentina | 1957      |
| Atlético Carcarañá                       | Argentina | 1958      |
| Campaña (Carcarañá)                      | Argentina | 1959      |
| Atlético San Jerónimo (San Jerónimo Sud) | Argentina | 1960      |
| El Porvenir del Norte (San Jerónimo Sud) | Argentina | 1961      |
| Sportivo Las Parejas                     | Argentina | 1962      |
| Argentino (Las Parejas)                  | Argentina | 1963-1964 |

## Palmarés

### Títulos nacionales
| Equipo          | País      | Título           | Año  |
| --------------- | --------- | ---------------- | ---- |
| Rosario Central | Argentina | Segunda División | 1951 |

### Títulos regionales
| Equipo                  | Liga         | País      | Título           | Año  |
| ----------------------- | ------------ | --------- | ---------------- | ---- |
| Boca Juniors (Serodino) | Sanlorencina | Argentina | Primera División | 1955 |